# 鉄道時間

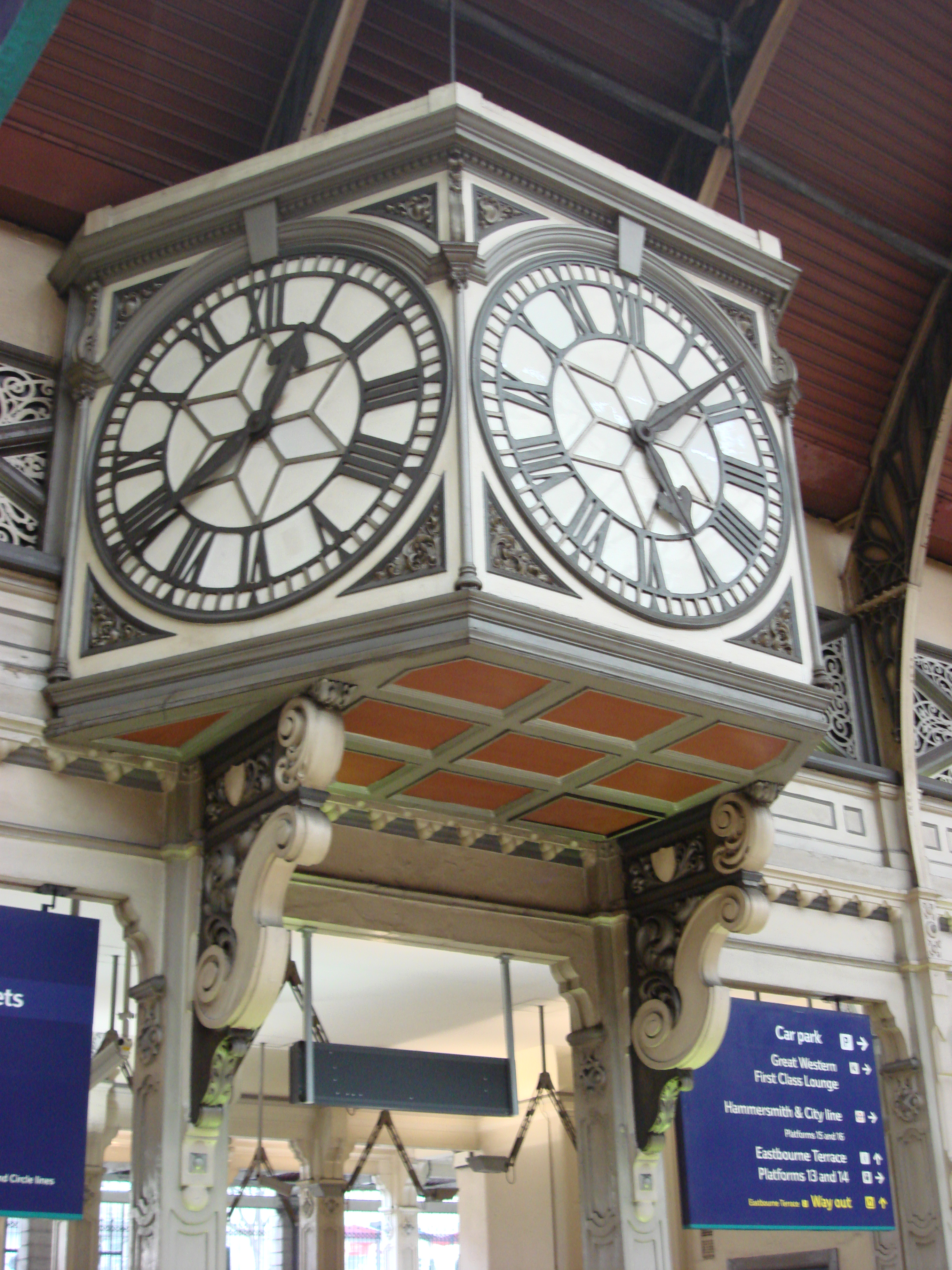
パディントン駅の駅時計

鉄道時間（てつどうじかん、英語: railway time）とは、標準時に先駆けて、鉄道の運行のために導入された、標準化された時間に関する取り決めである。
1840年11月にイギリスのグレート・ウェスタン鉄道によって初めて適用された。いくつかの異なる地方平均時を同期して、単一の標準時が適用されたのは、記録に残る中ではこれが最初である。その後の2・3年の間に、イギリスの全ての鉄道会社が鉄道時間を採用した。列車の運行ダイヤや駅時計は、ロンドンの地方平均時（ロンドン時間）に合わせられた。これはグリニッジの王立天文台で設定された時刻であり、グリニッジ平均時(GMT)として既に広く知られていたものである。
1850年代の北アメリカ、1860年頃のインド、そしてイギリス以外のヨーロッパにおける鉄道網の発達は標準時の導入を促した。それは地理学、産業の発展、政治的統治にも影響を受けたものである。
鉄道時間の導入の背景にある主な目標は2つある。1つは、鉄道網が拡大するにつれ、沿線の町や駅ごとに不統一な地方時間に基づいて列車を停止させることにより引き起こされる混乱を克服すること、もう1つは、列車の本数が増えるにつれ増加した事故やニアミスの発生を減らすことであった。
鉄道会社はしばしば、公的な時間をロンドン時間に合わせることを拒否する地元の人々からの抵抗に遭った。その結果、町の時計と駅の時計で異なる時刻が表示され、出版された列車の時刻表は他の時計と数分異なるという事態となった。このような初期の抵抗にもかかわらず、鉄道時間はイギリス全体の暗黙の時間として急速に採用されるようになった。しかし、イギリス政府が、単一の標準時を設定し、イギリス全体を1つの時間帯に設定する法律を制定したのは、1880年になってからである。
現代の評論家の中には、日々の生活における、より高い精度と時間厳守の奨励に鉄道時間が影響を与えたことを指摘する者もいる。

## 歴史的背景
18世紀後半までは通常、それぞれの町で日時計によって時間を決定していた。日時計で決定される太陽時（視太陽時）は、太陽の見た目の位置を基準にして計算される。太陽の見かけの運動速度は季節によって変わるため（均時差）、時間の長さが季節によって変動することになり、日々の使用には不適切になっていた。均時差を排除し平均的に動く仮想の太陽を元にした平均太陽時の導入により、常に一定の間隔の時間が定義できるようになった。これを地方平均時という。地方平均時は経度によって時刻の正確な補正が可能になった。
このような新しく発見された時間の精度をもってしても、別の問題を克服することはできなかった。それは、近隣の町との地方時の違いである。イギリスでは、地方時はロンドンの地方時と比べて最大で20分異なっていた。例えば、オックスフォードの時間はグリニッジの時間より5分、リーズの時間は6分、カーンフォースの時間は11分、バローの時間は13分遅い。インドや北アメリカでは、これらの差は60分以上になる可能性がある。時差の表を掲載した年鑑が出版され、地方時の違いを計算して日時計を補正する方法も掲載された。
鉄道の登場以前には、町から町への移動には数時間から数日かかり、このような時刻の違いは時計の針をその都度調整することで対処できた。イギリスでは、乗用馬車の会社は、乗客に対し時計の修正のスケジュールを発表していた。しかし、それまでの交通機関と比べて高速で移動する鉄道の運行においては、この地方時の違いは大きな問題となった。例えば、リーズの時間はロンドンから6分遅れていたが、ブリストルは10分遅れていた。逆にノリッジのような東の町では、日の出はロンドンより数分早かった。鉄道の運行が開始されるとすぐに、そのような小さな時間の違いでさえも鉄道の運行に混乱を引き起こし、さらには事故の原因となることが明らかとなった。

## 電信の影響
電信は、19世紀初頭に発明され、ウィリアム・フォザーギル・クックとチャールズ・ホイートストンによって改良され、1839年にグレート・ウェスタン鉄道の短い区間に設置された。1852年までに、グリニッジに設置された新たな電磁気式時計が、最初はルイシャム駅に、それに続いてすぐにロンドン・ブリッジ駅に、電信で接続された。その時計はまた、ロンドン市にあるElectric Time Companyの中央電信局を介して鉄道電信網沿いの他の駅にも接続され、時報の送信が可能となった。1855年までに、グリニッジからの時報は、鉄道沿いの電信線を介してイギリス全土に送られるようになった。この技術はインドでも鉄道の時刻を合わせるために使われていた。

## 鉄道時間の導入

### イギリス

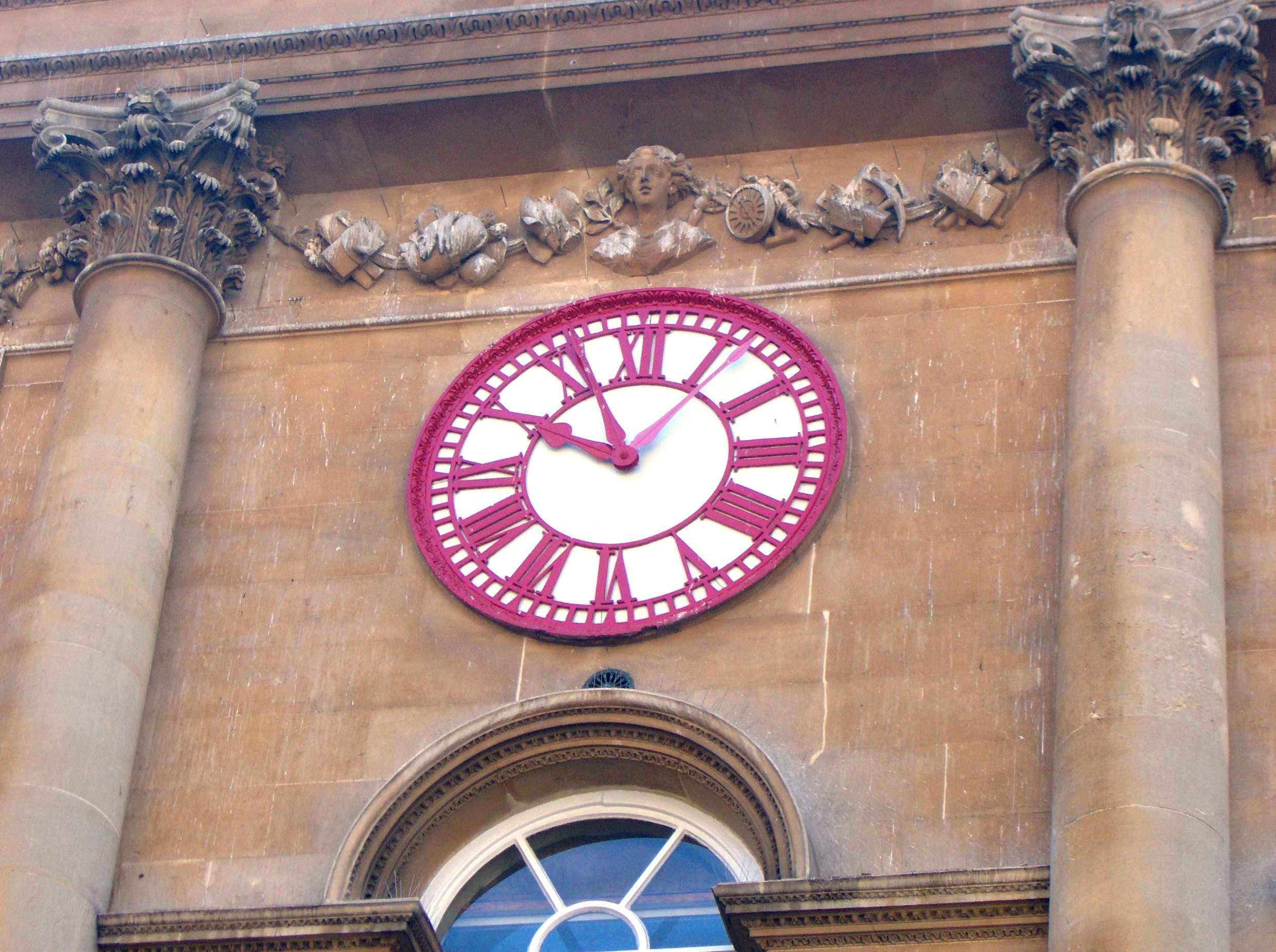
2つの分針がついたブリストルの時計

電信の登場以前は、駅長が、鉄道会社から提供された表を使用し、地方時をロンドン時間に換算して駅時計を調整していた。その後、列車の車掌が、各自のクロノメーターを駅時計に合わせていた。
鉄道時間の導入は、直接的ではなかったが、最終的には速やかに終わった。1840年11月、グレート・ウエスタン鉄道がグリニッジ平均時に基づいた時刻表を標準化した。鉄道における時間の標準化を特に声高に支持した者の1人として、リバプール・アンド・マンチェスター鉄道の書記官のヘンリー・ブースがいる。彼は、1846年1月までにリバプール駅とマンチェスター駅の時計をグリニッジ平均時に合わせることを命じた。
ミッドランド鉄道は1846年1月1日に全ての駅でロンドン時間を採用した。その結果、1846年2月、沿線のノッティンガムの町議会は、町の時計に地方時用と鉄道時間用の2つの分針をつけるよう命令した。
1847年9月22日、鉄道会社間の収入分配を調整するためにその5年前に設立されていた鉄道運賃交換所は、「ロンドン郵便本局の許可が下りれば、GMTをすぐに全ての駅で採用する」と布告した。1847年12月1日に、ロンドン・アンド・ノースウェスタン鉄道とカレドニアン鉄道がGMTに乗り換えた。ブラッドショー・ガイドによれば、1848年1月までに、ロンドン・アンド・サウスウエスタン鉄道、ミッドランド鉄道、チェスター・アンド・バーケンヘッド鉄道、ランカスター・アンド・カーライル鉄道、イーストランカシャー鉄道、 ヨーク・アンド・ノースミッドランド鉄道がロンドン時間を採用した。
1855年までに98%の町や都市がGMTに移行したと伝えられている。その一方で、全ての鉄道会社が、GMTによる時計を公共の建物に並べることについて、激しい抵抗なしに地方の名士を説得できたわけではなかった。1844年までにブリストル・アンド・エクセター鉄道はロンドン時間に移行していたが、エクセターとブリストルの公衆時計は地方時を表示しており、第2の分針でロンドン時間を表示していた。エクセターにおけるこの状況は、エクセター大聖堂の長が鉄道会社の要求に応えようとしなかったために起こった。大聖堂の時計は街の主要な時計である。同様に、1822年に設置されたブリストル取引所の時計には、まもなく第2の分針が追加された。ブリストルは1852年9月まで鉄道時間を単独で使用することを認めなかった。バース、デボンポート、プリマスなどのイングランド西部地方の町で鉄道時間が唯一の認められた時間となるには、電信が到達するまであと8年待たなければならなかった。鉄道時間の導入に反対した町であるオックスフォードでは、クライスト・チャーチのトム・タワーの大時計に2つの分針がついている。
1880年8月2日、法令（時間の定義）法1880(Statutes (Definition of Time) Act 1880)が公布され、初めてイギリス全体の統一された標準時が法的地位を獲得した。

### アメリカ合衆国
アメリカ合衆国で鉄道の時刻の取扱の変更のきっかけとなった事故の1つは、1853年8月にニューイングランドで発生したものである。同じ軌道上で対向する2つの列車の車掌が各自の時計に異なる時刻を設定していたため、列車が衝突し、14人の乗客が死亡した。この事故の直後、ニューイングランドでは鉄道ダイヤが調整されることになった。他にも多くの衝突事故が起きたため、一般時刻協議会(General Time Convention)が設立された。これは、鉄道会社間で鉄道ダイヤについての同意を得るための委員会であった。
1870年、チャールズ・F・ダウドは、鉄道や政府当局とは関係を持っていなかったが、鉄道のための国内時間システム(A System of National Times for Railroads)を提案した。これは、鉄道用には単一の時間を使用し、各町では地方時を使い続けるというものであった。これは鉄道経営者には好まれなかったが、1881年に彼らは、一般時刻協議会の事務局長で、「旅行者のための鉄道公式ガイド」(Travellers' Official Guide to the Railways)の編集長のウィリアム・フレデリック・アレンが調査したアイデアに同意した。彼は50の異なる時間帯を5つの時間帯に置き換えることを提案した。彼は最終的に、鉄道の時刻と都市の時刻をあわせるという彼のより簡単な提案を迅速に採用することが彼らの利益になると、鉄道経営者や鉄道駅のある市の政治家に説得することに成功した。こうすることで、彼らは異なる州の議会議員や海軍当局（どちらも地方時を維持することに好意的）によるより厄介な調停を回避したのである。
最後まで、多くの小さな町や都市が鉄道時間を課すことに反対意見を表明した。例えば、インディアナポリスでは、1883年11月17日の日刊紙センチネルの記事によれば、人々が「鉄道時間によって食事し、睡眠し、労働し、結婚する」ことを余儀なくされるとして抗議した。しかし、ほぼ全ての鉄道会社、ほとんどの都市、そしてエールやハーバードなどの影響力のある天文台の支持を受けて、1883年11月18日正午から鉄道時間が導入された。この同意は1918年に、連邦政府の法律に組み込まれた。

### フランス
フランスは1891年に国内標準時としてパリ平均時を採用した。また、乗客が遅れても列車に間に合うようにするため、鉄道駅内の時計と列車の時刻表を 5 分遅らせることも要求した。しかし、駅の外壁の時計はパリ平均時を表示していた。1911年、フランスはパリ平均時を9分21秒遅らせた。これはグリニッジ平均時に合わせたのであるが、グリニッジという言葉には言及しなかった。合わせて、駅の時計を5分遅らせる規定も撤廃した。

### ドイツ
ドイツでは、1870年代に時間の標準化が議論され始めた。1874年、北ドイツの鉄道は既にベルリン時間に統一されていた。全国的な導入は、1893年4月1日にドイツ帝国で制定された「一様な時間の計算の導入について」という法律によってであった。この法律により、全ての鉄道が統一された鉄道時間によって運行し、社会、産業および市民活動のあらゆる側面で時刻が厳密に規定されることとなった。

### イタリア
イタリアは1866年12月12日に新たな統一国家となったが、その冬の初めから、トリノ、ヴェローナ、フィレンツェ、ローマ、ナポリ、パレルモを中心とする鉄道の時刻がローマ時間に同期された。ローマは1870年まで実質的にフランス軍の支配下にあったが、いまだにイタリアの中心とみなされていた。単一の鉄道時間の採用に加え、民生及び商用目的の時刻の漸進的な標準化があった。ミラノはすぐに採用し、1867年1月1日にトリノとボローニャ、1880年5月1日にヴェネツィア、1886年にカリャリが採用した。

### アイルランド
当時の政治感情を反映して、アイルランドとフランスはグリニッジ平均時を正式には採用しなかった。ダブリン平均時はロンドン時間より25分遅く設定されていたが、1916年10月の夏時間終了時に国際標準時間に移行した。すなわち、アイルランドのほとんどの鉄道時計は、この日に1時間ではなく35分の調整をしたのである。また、ベルファストやバンゴーなどのアルスターの駅では、鉄道用のダブリン平均時のほか、グリニッジより23分39秒遅いベルファスト平均時も時計盤に表示されていた。

### オランダ
オランダの鉄道の時刻はGMTに基づいていたが、1909年に国内の標準時間としてGMTより19分進んだアムステルダム時間が採用され、鉄道もそれに従った。1940年にオランダがナチスに占領され、ドイツ時間への移行が要求された。これが現在に至るまで標準となっている。

### スウェーデン
スウェーデンでは、私鉄による鉄道はいくつか建設されたが、公営鉄道の建設は他のヨーロッパ諸国よりも遅かった。それは、建設コストへの懸念と商船会社からの強い抵抗があったためである。1862年に開業したストックホルムとヨーテボリの間の幹線鉄道路線で鉄道時間が導入された。時刻表は、路線の最西端のヨーテボリでの地方時に基づいていた。その結果、乗客がその地域での地方時の時間通りに駅についても、列車が到着する前ということになる。多くの私鉄は、地方時かその会社独自の鉄道時間に従って運行していた。1879年1月1日、スウェーデン全土に全国標準時が導入されたが、これはグリニッジ平均時より1時間早いものだった。

### ロシア
ロシアでは2017年まで、標準時とは別の鉄道時間を使用しており、ロシア鉄道の時刻表や切符に記載される時刻は現地時間ではなくモスクワ時間に基づいていた。しかし、2018年8月1日にこれを廃止し、その地域の標準時を使用するようになった。

### インド
インドの鉄道でもイギリスと同様、ボンベイ（現在のムンバイ）、カルカッタ（現在のコルカタ）、ラホール、マドラス（現在のチェンナイ）から急速に延伸する鉄道に沿って異なる時間を使っており、その問題に取り組む必要が出てきた。1860年代の終わりごろになると、それぞれの鉄道が接続されるようになり、さらに混乱するようになった。1870年、問題の解決のために、マドラス時間を全ての鉄道に採用することが決定された。これは、マドラスの経度がカルカッタとボンベイの間のほぼ中間にあることと、マドラスにある天文台が既に電信サービスを開始しており、1852年にイギリスで最初に使用されたのと同じ時報システムを介して鉄道時間を同期させることができたからである。マドラス時間は、ニューマンの「インドのブラッドショー時刻表」で使用されたことにより普及した。
しかし、鉄道時間が全国的に急速に採用され、それが後に標準時に発展していったイギリスとは異なり、インドでは、国土が遥かに広いことと、ボンベイとカルカッタで自治を享受したことにより、どちらの首長も20世紀に入っても地方時を維持している。19世紀の残りの期間を通して、マドラス時間は全ての鉄道によって使用され続けた。
1884年以降、少なくとも1つの子午線を基準とするインドの標準時が何度か提案されたが、合意に達することはできなかった。1906年にようやく、イラーハーバードの子午線を基準とする標準時が導入され、鉄道はこれに従った。それにもかかわらず、カルカッタは1948年まで地方時を公式に使用し、ボンベイでも1955年まで非公式に地方時を使用し続けた。

### 朝鮮
1904年、京釜鉄道は、朝鮮の伝統的な時間（UTC+08:28）ではなく日本の中央標準時（UTC+9）を導入した。1908年、京釜鉄道は韓国標準時（UTC+08:30）を採用した。

## 鉄道時間と社会
鉄道時間の導入には論争がなかったわけではない。当時の芸術家によりその様子が記録されている。
- ウィリアム・ワーズワースは1844年のケンダル・アンド・ウィンダミア鉄道（英語版）の建設に抗議して、「それでは、イギリスには性急な攻撃から隠れる場所がないのか?」と書いている。彼が心配していたのは、工業都市からの群衆の影響を受けて、静かな牧歌的な田園地帯から時代を超越した孤独と個性が失われることであった[32]。
- チャールズ・ディケンズは懸念を何度も表明しており、例えば『ドンビー父子（英語版）』では「太陽自身が屈服したかのように、鉄道時間さえ時計に表示されている」と書いている[33]。
- トーマス・ハーディは『青い眼（英語版）』の中で、鉄道時間と、一見して縮小し続ける人間の時間への影響について具体的に言及している[34]。

- 2002年、イギリスの劇作家アラン・プラター（英語版）がOnly A Matter Of Timeという劇を書いた。この中では、ウェールズの農民とブルネルの使節が出会い、農民の村とロンドンを結ぶ鉄道が開通するとなぜ時間の標準化が必要になるのか、それが村人の生活にどのように影響するのかという議論が行われる[35]。